# يورغن هاوغان
يورغن هاوغان (بالنرويجية البوكمول: Jørgen Haugan)‏ هو كاتب سير نرويجي، ولد في 1941.